# Ben je eenzaam vannacht
Ben je eenzaam vannacht is de titel van minstens vier Nederlandse bewerkingen van het lied Are you lonesome tonight, geschreven door Lou Handman en Roy Turk. Het lied kwam ongeveer in 1927 tot stand en werd door circa 150 artiesten opgenomen (stand 2015). De versie van Elvis Presley is daarbij veruit het bekendst geworden.
Het Nederlandstalige Ben je eenzaam vannacht werd gezongen door:
- Danny Mirror (1983)
- Will Tura (1984)
- André van Duin (1993)
- Zangeres zonder Naam in medley-vorm op haar album 30 Juweeltjes in 45 jaar; vertaler onbekend
- De Piraten (Jan Boezeroen en Cock van der Palm); vertaler onbekend

## Danny Mirror
Muziekproducent Eddy Ouwens nam het op onder zijn pseudoniem als zanger Danny Mirror. De Nederlandse vertaling was in dit geval van George Kooymans van Golden Earring. Op 5 november 1983 onderging deze versie van Danny Mirror een "behandeling" in de Dik Voormekaar Show (van André van Duin)
De B-kant Kun je me nooit vergeven is een fakecover van Play me a golden lovesong, geschreven door Gary Shelter, R. Dunhills, beide waarschijnlijk eveneens pseudoniemen voor Ouwens. Er is geen namelijk geen andere versie van zowel de Engelstalige als Nederlandse titel bekend. Als derde schrijver werd Ad van Olm toegevoegd.

### Hitnotering

#### Nederlandse Top 40
Het bleef vijf weken in de tipparade steken.

#### NederlandseNationale Hitparade
| Positie: | 37 | 45 | 44 | uit |

## Will Tura
Will Tura zong een Nederlandse versie verzorgd door Nelly Byl op zijn studioalbums
- Liedjes die ik graag gezongen had uit 1981 onder leiding van muziekproducent Jean Kluger
- Will Tura zingt Elvis Presley, dat in 1984 werd uitgegeven, eveneens met producer Jean Kluger

## André van Duin
Ben je eenzaam vannacht is een single van André van Duin. De productie was weer in handen van Bert Schouten. Opnamen vonden plaats in de studio van Jan Rietman (A-kant) en de Basement Studio/Wisseloordstudio's (B-kant). Voor zover bekend is Ben je eenzaam vannacht de laatste vinylsingle die van Van Duin verscheen.
Ben je eenzaam vannacht is in dit geval voorzien door een Nederlandse tekst door Van Duin zelf. Het arrangement was van Jan Rietman.
Op ’n dag als vandaag is een cover van Love letters in the sand, een lied geschreven door Fred Coots, Nick Kenny en Charles Kenny. Dit lied stamt uit de jaren dertig en kent in 2015 ongeveer 75 uitvoeringen. Ook hier zorgde Van Duin voor de Nederlandse tekst; Paul Natte zorgde voor het arrangement.
Van Duins versie ging voorbij aan alle tipparades en hitparade van Nederland en België.